# SPARK (coet)

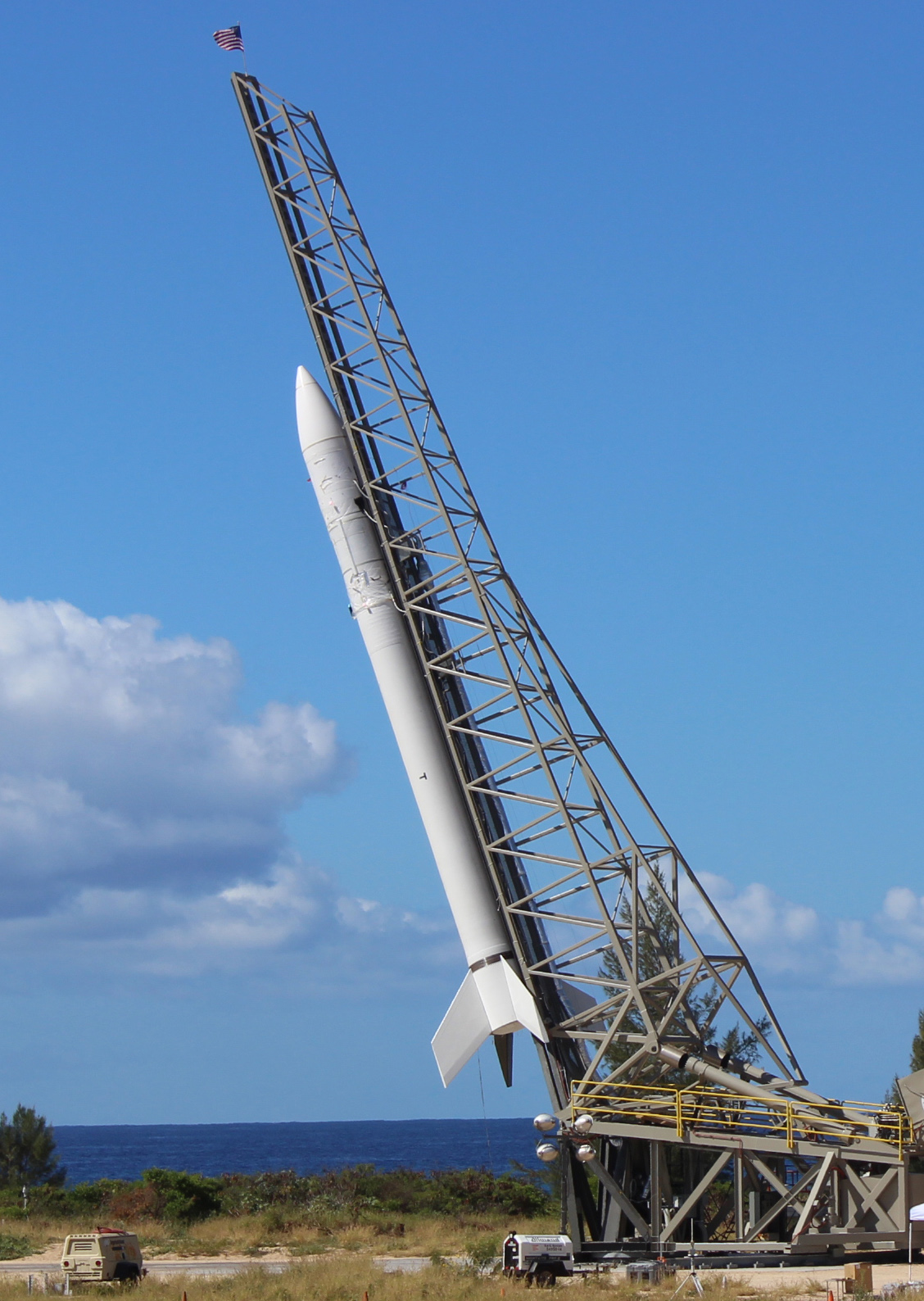
Coet Super Strypi en la plataforma de llançament

SPARK, o Spaceborne Payload Assist Rocket - Kauai, també conegut com a Super Strypi, és un sistema de llançament d'un sol ús dels Estats Units desenvolupat per la Universitat de Hawaii, Sandia i Aerojet Rocketdyne. Va ser dissenyat per situar satèl·lits miniaturitzats en òrbites baixa terrestre i heliosíncrona, és una versió derivada del coet Strypi que va ser desenvolupat en la dècada de 1960 en suport de proves d'armes nuclears. SPARK està sent desenvolupat sota el programa Low Earth Orbiting Nanosatellite Integrated Defense Autonomous System (LEONIDAS), finançat per la Operationally Responsive Space Office del Departament de Defensa dels Estats Units.